# 吉姆·布雷迪
吉姆·布雷迪（英語：Jim Brady，1963年6月27日—），美国男子帆船运动员。他曾代表美国参加1992年夏季奥林匹克运动会帆船比赛，联同凯文·马哈尼和道格·克恩获得一枚银牌。